# Dorfkirche Niegripp

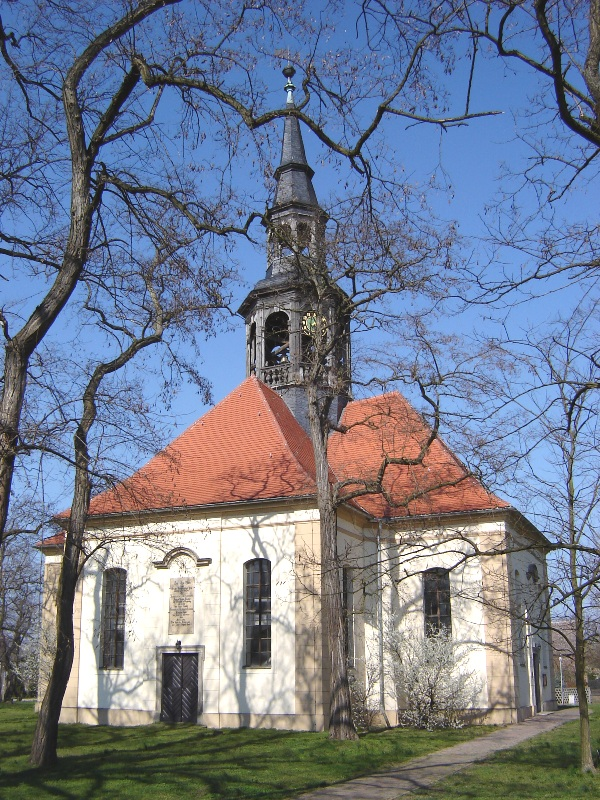
Niegripper Kirche

Die Dorfkirche Niegripp ist das evangelische Gotteshaus von Niegripp (Sachsen-Anhalt).

## Geschichte
Die Kirche wurde 1732 auf Veranlassung des preußischen Königs Friedrich Wilhelm I. durch den Landmesser Friedrich August Fiedler errichtet. Es entstand ein barocker verputzter Backsteinbau, dessen vier Flügel in der Form eines griechischen Kreuzes angeordnet sind. Im Schnittpunkt der Flügel erhebt sich ein hölzerner Turm, der aus zwei achteckigen Laternen und einer hohen Spitze besteht. Die Frontwände der Kreuzarme sind jeweils mit einem sandsteingerahmten Portal und drei Segmentbogenfenstern versehen. Die vier abgewalmten Satteldächer der Kreuzarme sind mit roten Ziegeln gedeckt, während der Turm eingeschiefert ist. Im östlichen Kreuzarm steht ein Kanzelaltar, eingefasst von zwei Kompositsäulen und mit einem starkbauchigen mehrseitigen Kanzelkorb. Seitlich von ihm ist ein Gemälde des Malers Fridrich Grismeyer mit der Abendmahlszene angebracht. Im Westflügel befindet sich die verglaste und aufwändig verzierte ehemalige Patronatsloge. Die Orgel (2 Manuale / 12 Register), 1885 geschaffen von Orgelbauer Albert Hollenbach aus Neuruppin, ist mit einem rundbogigen Prospekt versehen. Noch aus der Vorgängerkirche stammt der kelchförmige Taufstein aus Sandstein mit dem Stifterdatum von 1676.